# Ze'ev Ben-Ḥaim
Ze'ev Ben-Haim (en hebreo: זאב בן-חיים‎), nacido Ze'ev Wolf Goldman, (Mościska, Imperio austrohúngaro, 28 de diciembre de 1907 – Jerusalén, Israel, 6 de agosto de 2013), fue un destacado lingüista israelí, galardonado con el Premio Israel, miembro de la Academia de Ciencias y Humanidades de Israel y presidente de la Academia de la Lengua Hebrea.

## Biografía
Ben-Haim nació en Mościska, Galitzia, entonces parte del Imperio austrohúngaro (actual Ucrania). Educado en su juventud por tutores particulares, posteriormente cursó sus estudios en un gymnasium, donde estudió lenguas clásicas. Becado por el Seminario Teológico Judío de Breslau abandonó Galitzia y, paralelamente, estudió en la Schlesische Friedrich-Wilhelms-Universität, donde se doctoró en lingüística semítica. Entre sus maestros se encontraban eruditos como Karl Brockelmann y Arthur Ongand.
En 1931 permaneció en Eretz Israel durante un año, estudiando en el Instituto de Estudios Judíos de la Universidad Hebrea de Jerusalén. En 1932 presentó su tesis doctoral sobre el tema de los nombres personales en la epigrafía nabatea. En 1933 fue ordenado rabino en el Beit Midrash en Breslau, así como el doctorado en filosofía en lingüística semítica en la Universidad de Breslau.
A finales de 1933 emigró a Eretz Israel. Al año siguiente fue nombrado secretario del Comité de la Lengua Hebrea (precursor de la Academia de la Lengua Hebrea), trabajando en estrecha colaboración con el jefe del comité Jayim Najman Bialik meses antes de la repentina muerte de este poeta. Ben-Haim dio clases de idioma hebreo en la Universidad Hebrea de Jerusalén desde 1948, convirtiéndose en profesor titular en 1955 hasta su jubilación en 1976.
Entre 1955 y 1965 fue editor de Leshoneynu (Nuestra Lengua), el principal periódico de la Academia de la Lengua Hebrea. En 1961 fue nombrado vicepresidente de la Academia de la Lengua Hebrea y, en el mismo año, fue designado para dirigir el proyecto del Diccionario Histórico de la Lengua Hebrea, cargo que ocupó hasta 1992.
El proyecto que tuvo como objetivo recopilar todas las palabras hebreas utilizadas desde que comenzó el idioma hace más de 3.000 años.
En 1973, tras la muerte de Naftali Herz Tur-Sinai, Ben-Haim fue nombrado presidente de la Academia de la Lengua Hebrea, cargo que ocupó hasta 1981. Ben-Haim vivió en Jerusalén hasta su muerte a la edad de 105 años.

## Premios y distinciones
- En 1964, Ben-Haim recibió el Premio Israel de Estudios judíos.[6]
- En 1966 se convirtió en miembro de la Academia de Ciencias y Humanidades de Israel.
- En 1971 fue galardonado con el Premio Rothschild de Estudios judíos.[5]

## Obras publicadas
Ben-Haim publicó muchos trabajos y es autor de muchos artículos a lo largo de los años. La siguiente es una selección de algunas de sus obras:
- Entre 1957 y 1977 publicó en cinco volúmenes su monumental obra hebrea sobre las tradiciones hebrea y aramea de los samaritanos,
- "Observaciones sobre el léxico hebreo y arameo de la tradición samaritana", Hebräische Wortforschung: Festschrift zum 80 Geburtstag von Walter Baumgartner, Leiden 1967, páginas 12–24.
- "Hacia una nueva edición de Tîbåt Mårqe", Études samaritaines: Pentateuque et Targum, exégèse et philogie, chroniques, Louvain–Paris 1988, páginas 107–108.
- במלחמתה של לשון [La lucha por un idioma]. Jerusalén 1992.
- Una gramática del hebreo samaritano: basada en la recitación de la ley en comparación con las tradiciones judías tiberianas y otras, una edición revisada en inglés, con la ayuda de A. Tal, Jerusalén y Winona Lake 2000.ISBN 1-57506-047-7